# Aeroporto Internazionale di Paro
L'Aeroporto Internazionale di Paro (IATA: PBH, ICAO: VQPR) è uno dei quattro aeroporti del Bhutan, situato a 6 km a sud della città di Paro, capoluogo dell'omonimo distretto, lungo l'arteria stradale che collega Paro a Raga e da lì alla capitale Thimphu, che invece sorge a 54 km dall'impianto. Lo scalo sorge sulle rive del Paro Chhu ed è il più importante nonché l'unico aeroporto internazionale del Paese asiatico. Circondato da picchi alti fino a 5 500 m, è considerato uno degli aeroporti più difficili e pericolosi del mondo, e solo un numero ristretto di piloti ha le certificazioni e i permessi necessari per atterrare sulla sua pista.
I voli da e per Paro sono consentiti solo in condizioni meteorologiche ottimali e sono limitati alle ore diurne dall'alba al tramonto.  L'aeroporto di Paro è stato l'unico aeroporto in Bhutan fino al 2011.

## Storia

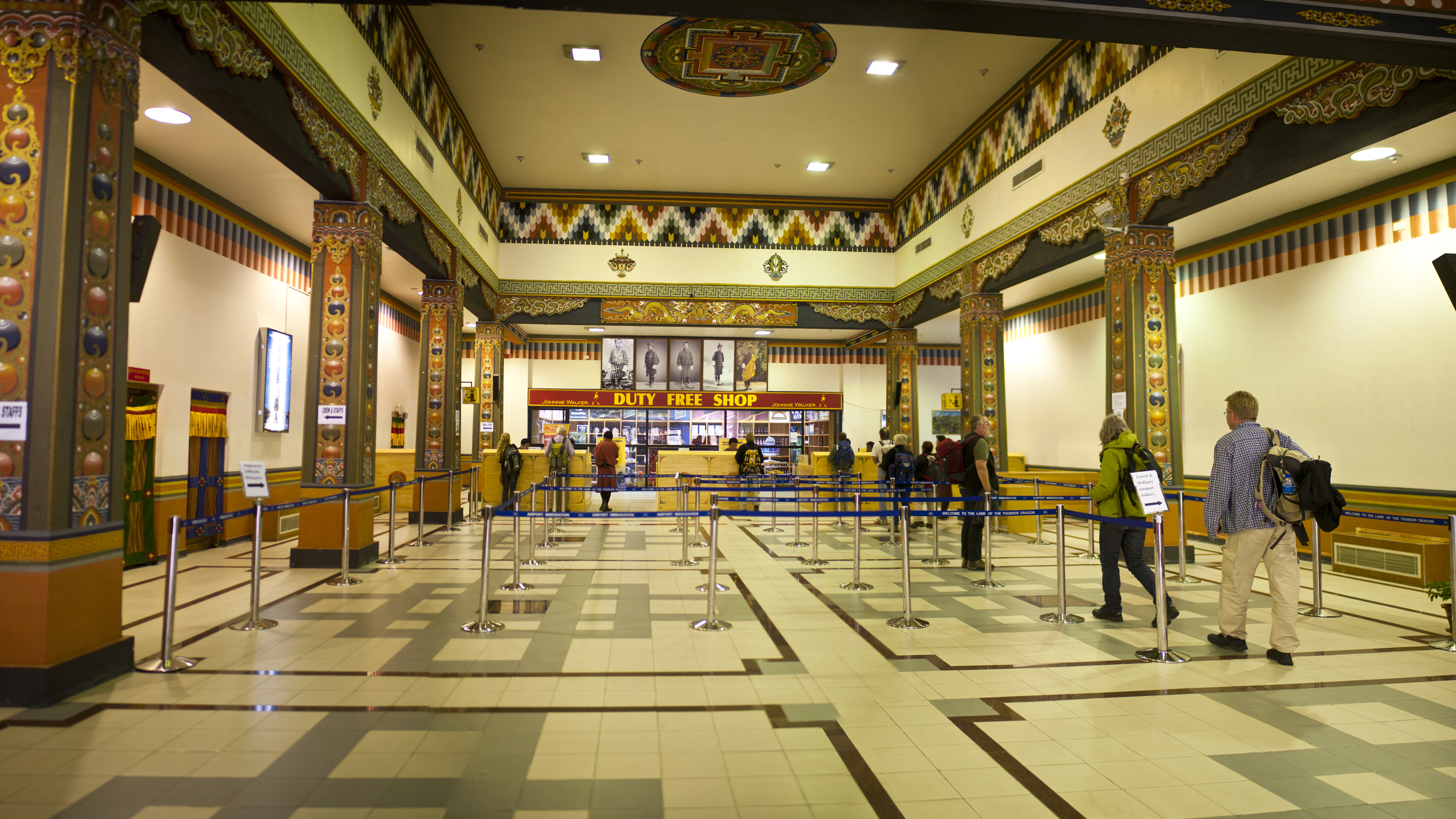
Interni dell'aeroporto nel 2011

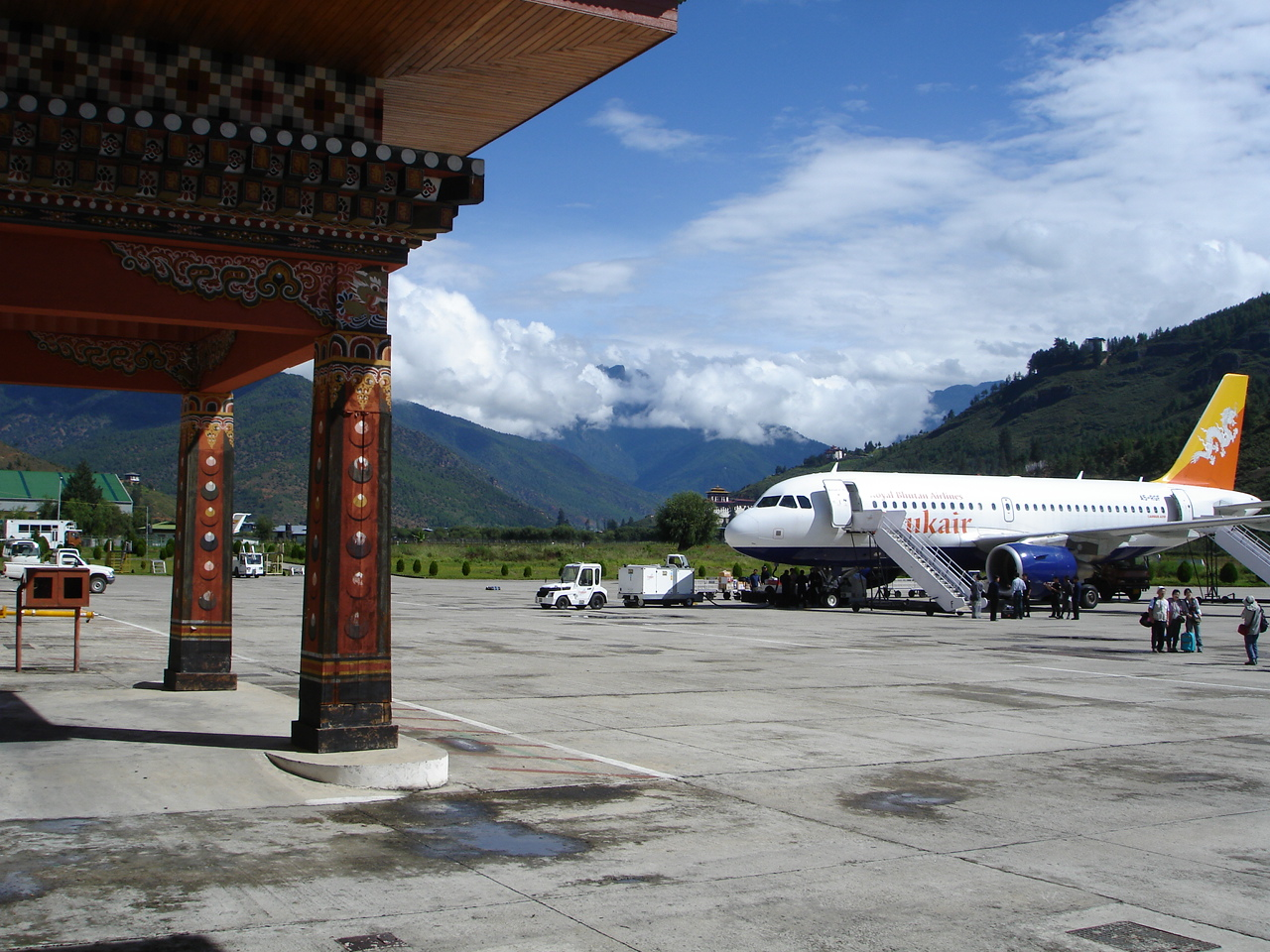
Un Airbus A319-115 della Drukair parcheggiato all'aeroporto nel 2006

Nel 1968, alla Border Roads Organisation fu affidato il compito di costruire nella valle di Paro una pista di atterraggio, inizialmente utilizzata come base per gli elicotteri delle forze armate indiane per conto del governo del Bhutan. La prima compagnia aerea del Bhutan, la Drukair, fu fondata in seguito a una concessione reale il 5 aprile 1981.
L'aeroporto di Paro si trova in una valle posta a 2 235 m sopra il livello medio del mare ed è circondato da montagne alte fino a 5 500 m. L'aeroporto è stato costruito con una pista lunga 1 200 m, dando al governo bhutanese requisiti specifici per la scelta di aeromobili da operarvi. Fu richiesto un aeromobile con una capacità di massimo 20 posti e di tipologia STOL, con capacità operative che comprendevano un'alta quota di tangenza, un'alta velocità variometrica e un'ottima manovrabilità. Lo scopo principale dell'aeromobile doveva essere la copertura totale della rotta Calcutta - Paro - Calcutta, un viaggio di andata e ritorno da 1 200 km, senza rifornimento, a causa dello sviluppo infrastrutturale minimo di Paro. In seguito alle prime prove di volo tra Bhutan e India effettuate tra il 1978 e il 1980, furono presi in considerazione tre diversi tipi di aeromobile; tuttavia, nessuno fu ritenuto adatto alle difficoltà che poneva l'impianto.
A metà del 1981, il governo indiano stabilì i propri requisiti per gli aerei da trasporto. Sulla base di questo studio, il governo bhutanese ordinò la consegna di un Dornier Do 228 entro i primi mesi del 1983, con l'opzione per un secondo aereo entro la fine dello stesso anno; il primo Dornier Do 228 a 18 posti atterrò all'aeroporto di Paro il 14 gennaio 1983. L'ora esatta dell'atterraggio, il numero dei passeggeri a bordo e anche la posizione in cui il velivolo fu parcheggiato nell'area di stazionamento furono stabiliti dal lama di Rinpung Dzong.
La Drukair effettuò il primo volo di linea da Paro l'11 febbraio 1983 con direzione Calcutta per poi rientrare il giorno successivo. All'epoca, l'aeroporto di Paro consisteva solo in una pista, un edificio di controllo del traffico aereo di due stanze (con il piano terra a fungere da banco per il check-in) e una sala d'attesa sul prato. Prima della creazione del Dipartimento dell'Aviazione Civile del Bhutan nel gennaio 1986, la Drukair era responsabile per il funzionamento e la manutenzione delle infrastrutture dell'aeroporto.
Nel 1990, la pista dell'aeroporto di Paro è stata allungata da 1 402 a 1 964 m e rinforzata per gli aerei più pesanti. Fu costruito inoltre un hangar per gli aerei grazie ad altri finanziamenti del governo indiano come parte del Paro Airport Development Project (Progetto di Sviluppo per l'Aeroporto di Paro).
Il 21 novembre 1988, il primo jet della Drukair, un BAe 146-100, fu consegnato all'aeroporto di Paro, sostituito il 19 ottobre 2004 dal primo Airbus A319 della compagnia.
La Buddha Air è diventata la prima compagnia aerea internazionale a operare voli charter da e per Paro nell'agosto 2010, mentre la Bhutan Airlines, la prima compagnia aerea privata del Bhutan, ha iniziato a operare nel dicembre 2011. Si stima che in tutto il 2012 siano transitati per l'aeroporto 181 659 passeggeri in totale.

## Strutture
Oggi l'aeroporto di Paro dispone di una sola pista d'asfalto lunga 2 265 m e di un solo terminal.

## Linee aeree e destinazioni
| Compagnia       | Destinazione |
| --------------- | --- |
| Bhutan Airlines | Bangkok-Suvarnabhumi, Delhi, Calcutta, Jakar, Trashigang, Kathmandu, Stagionale: Gaya,, Ahmedabad                                                  |
| Buddha Air      | Charter: Kathmandu |
| Drukair         | Bagdogra, Bangkok-Suvarnabhumi, Delhi, Dacca, Gelephu, Guwahati, Jakar, Kathmandu, Calcutta, Mumbai, Pakyong, Singapore-Changi, Charter: Hong Kong |